# Grallaire écaillée
Grallaria guatimalensis
Espèce
Statut de conservation UICN

 LC  : Préoccupation mineure
La Grallaire écaillée (Grallaria guatimalensis) est une espèce d'oiseaux de la famille des Grallariidae.
Son aire s'étend à travers la cordillère américaine néotropicale. Son habitat naturel est subtropical ou des forêts tropicales humides.

## Liste des sous-espèces
Selon la classification de référence du Congrès ornithologique international (15.1, 2025) :
- G. g. binfordi Dickerman, 1990 — cordillère Néovolcanique ;
- G. g. ochraceiventris Nelson, 1898 — sierra Madre del Sur ;
- G. g. guatimalensis Prévost & Des Murs, 1842 — du Chiapas au nord du Nicaragua ;
- G. g. princeps Sclater & Salvin, 1869 — cordillère de Talamanca ;
- G. g. chocoensis Chapman, 1917 — région du Darién ;
- G. g. regulus Sclater, 1860 — Andes du Venezuela au Pérou ;
- G. g. sororia Berlepsch & Sztolcman, 1901 — Andes péruviennes et boliviennes ;
- G. g. carmelitae Todd, 1915 — sierra Nevada de Santa Marta et serranía de Perijá ;
- G. g. aripoensis Hellmayr & Seilern, 1912 — Trinité ;
- G. g. roraimae Chubb, C, 1921 — tépuis.